# Тупољев Ту-12
Тупољев Ту-12, (рус. Туполев Ту-12; НАТО назив ) је двомоторни средњи бомбардер на млазни погон руског пројектанта авиона Тупољева развијен на бази авиона Ту-2. Направљено је само 6 прототипова ових авиона. Први лет прототипа био је 27. јула 1947. године. Био је један из серије пројеката изградње првих авиона на млазни погон у Совјетском Савезу.

## Пројектовање и развој
Непосредно после рата СССР је знатно заостајао за Немцима и Британцима у примени млазних мотора па се на основу заробљених немачких авиона и млазних мотора интензивно радило на примени ових техничких достигнућа. Од Енглеза је купљено неколико млазних мотора Ролс-Ројс у покушају да се што пре произведе млазни авион анализом свих елемената дошло се до закључка да је најлакше у један Ту-2 средњи бомбардер који се добро показао уграде ови мотори. Пројект је добио ознаку Ту-77 и поверен је пројектном бироу ОКБ 156 Тупољев. Да би се ово учинило, потребно је било направити следеће измене на стандардном Ту-2:
- заменити стандардне клипне радијалне моторе АШ-82ФН млазним моторима Ролс-Ројс,
- диедарски угао крила са 6° смањити на 3°,
- извршити потребно продужавање трупа авиона,
- прерадити стајни трап тако да трећа ослона тачка уместо на репу авиона буде на носу (кљуну) авиона,
- извршити репројектовање резервоара са бензина на керозин и повећати их,
- ојачати крила и реп авиона,
- прилагодити контролни и управљачки систем млазним моторима и
- дислоцирати топове из крила авиона.

Прототип авиона је завршен у јулу месецу а први пут је полетео 27. јула 1947. године. Након фабричког испитивања авион је предат Институту војног ваздухопловства на даље тестирање. Ова тестирања са побољшањима трајала су до фебруара месеца 1948. године а авион је добио ознаку Ту-12. На основу резултата испитивања овог авиона постављене су смернице за наредне пројекте сличних авиона. Самим тим што је то био први Тупољев авион на млазни погон (није доживео серијску производњу и масовну примену) улога овог авиона је била немерљива.

### Технички опис
Авион Тупољев Ту-12 је потпуно металне конструкције, високо средњокрилац са два Ролс-Роисова мотора који су постављени по један испод сваког крила. Авион има увлачећи стајни трап система трицикл, предња нога има један точак и у току лета се увлачи у труп авиона, друге две ноге представљају и основне, имају по један точак са гумом ниског притиска који се увлачи у простор иза носача мотора. Авион има укупно 3 точка који му омогућавају безбедно слетање и на лоше припремљеним пистама. Труп авиона је округлог попречног пресека и у њега се могу сместити 3 бомбе по 1.000 kg. На репу авион има два вертикална кормила правца која се налазе на крајевима хоризонталних стабилизатора.

## Оперативно коришћење
До оперативног коришћења Ту-12 (у смислу војне употребе) ових авиона није дошло. Поред прототипа направљеног у ОКБ Тупољеву направљена је једна серија од 5 примерака ових авиона у фабрици авиона N°23. Пошто су то били међу првим авионима на млазни погон направљени у Совјетском Савезу коришћени су да би се инжењери и пилоти што више приближили и упознали са техником која је представљала будућност у авијацији.

## Наоружање
- Стрељачко: 1 х НС-23 топа 23 mm. и 2 х митраљеза УБ 12,3mm
- Бомбе или торпеда: 1.000 до 3.000 kg у трупу.

## Земље које су користиле авион Ту-12
| - СССР |